# Region Heilbronn-Franken
Region Heilbronn-Franken (do 20 maja 2003 Region Franken) – region w Niemczech, w kraju związkowym Badenia-Wirtembergia, w rejencji Stuttgart. Siedzibą regionu jest miasto Heilbronn.

## Podział administracyjny
W skład regionu Heilbronn-Franken wchodzą:
- jedno miasto na prawach powiatu (Stadtkreis)
- cztery powiaty ziemskie(Landkreis)

Miasta na prawach powiatu:
| Lp. | Nazwa miasta | Ludność (31 grudnia 2022) | Powierzchnia km² |
| --- | ------------ | ------------------------- | ---------------- |
| 1   | Heilbronn    | 128.334                   | 99,90            |

Powiaty ziemskie:
| Lp. | Nazwa powiatu   | Ludność (31 grudnia 2022) | Powierzchnia km² | Liczba gmin |
| --- | --------------- | ------------------------- | ---------------- | ----------- |
| 1   | Heilbronn       | 353.283                   | 1.099,94         | 46          |
| 2   | Hohenlohe       | 115.063                   | 776,76           | 16          |
| 3   | Main-Tauber     | 134.745                   | 1.304,12         | 18          |
| 4   | Schwäbisch Hall | 202.834                   | 1.484,06         | 30          |